# Курочкин, Алексей Иннокентьевич
Алексей Иннокентьевич Курочкин (1911 — 1978) — советский военачальник, генерал-майор авиации. Начальник Качинского Краснознамённого военного авиационного училища лётчиков имени А. Ф. Мясникова (1949—1952) и Борисоглебского ордена Ленина Краснознамённого военного авиационного училища лётчиков имени В. П. Чкалова (1955—1960), участник Великой Отечественной войны.

## Биография
Родился 25 мая 1911 года в cеле Зуево Богородского уезда Московской губернии.
С 1931 года призван в ряды РККА и направлен для обучения в 1-ю Краснознамённую военную авиационную школу имени А. Ф. Мясникова. С 1932 по 1939 год на службе в 14-й военной школе лётчиков в должностях  лётчика-инструктора, командира звена и эскадрильи, помощник начальника этой школы по лётной подготовке. С 1939 года после окончания Липецких авиационных курсов усовершенствования командиров эскадрилий служил в составе войск ВВС Ленинградского военного округа в должности командира эскадрильи 42-го истребительного авиационного полка.
С марта 1941 по октябрь 1943 года — командир 239-го истребительного авиационного полка, участник Великой Отечественной войны в составе Резервного. С 23 июля 1941 года полк под его командованием воевал на Западном фронте, участвуя в Смоленском сражении, Ельнинской и Вяземской операциях периода Битвы за Москву. С 8 ноября 1941 года полк воевал в составе  Северо-Западного и Волховского фронтов, с июня по июль 1942 года полк воевал в составе Брянского фронта. С 6 ноября 1942 года полк вошёл в состав 2-го смешанного авиационного корпуса Сталинградского фронта, во главе полка участвовал в Сталинградской битве. С 13 февраля по 9 марта 1943 года помимо руководством полка исполнял обязанности командира 235-й истребительной авиационной дивизии. 4 мая 1943 года за показанные образцы мужества и геройства в борьбе против фашистских захватчиков в битве за Сталинград полку было присвоено почётное наименование «Сталинградский».
В июле 1943 года полк  в составе 10-го истребительного авиационного корпуса Воронежского фронта участвовал в Курской битве.
С 1943 по 1948 год — заместитель начальника Высших офицерских лётно-тактических курсов ВВС Красной армии по лётной части. С 1948 по 1949 год обучался на КУКС при Краснознамённой Военно-воздушной академии. С 1949 по 1952 год — начальник Качинского Краснознамённого военного авиационного училища лётчиков имени А. Ф. Мясникова. С 1952 по 1954 год обучался на авиационном факультете Высшей военной академии имени К. Е. Ворошилова. С 1955 по 1960 год — начальник Борисоглебского ордена Ленина Краснознамённого военного авиационного училища лётчиков имени В. П. Чкалова. С 1960 по 1970 год — начальник тыла ВВС Московского военного округа.
С 1970 года в запасе.
Скончался 26 марта 1978 года в Москве, похоронен на Кунцевском кладбище.

## Награды
- Орден Ленина (30.12.1956)
- четыре ордена Красного Знамени (19.05.1942; 14.08.1942; 20.09.1947; 19.11.1951)
- Орден Отечественной войны I степени (06.11.1943) и II степени (18.08.1945)
- Орден Красной Звезды (05.11.1946)
- Медаль «За боевые заслуги» (03.11.1944)
- Медаль «За оборону Сталинграда» (22.12.1942)
- Медаль «За оборону Кавказа» (01.05.1944)
- Медаль «За победу над Германией в Великой Отечественной войне 1941—1945 гг.» (09.05.1945)[5][6]